# Dunaújvárosi Egyetem

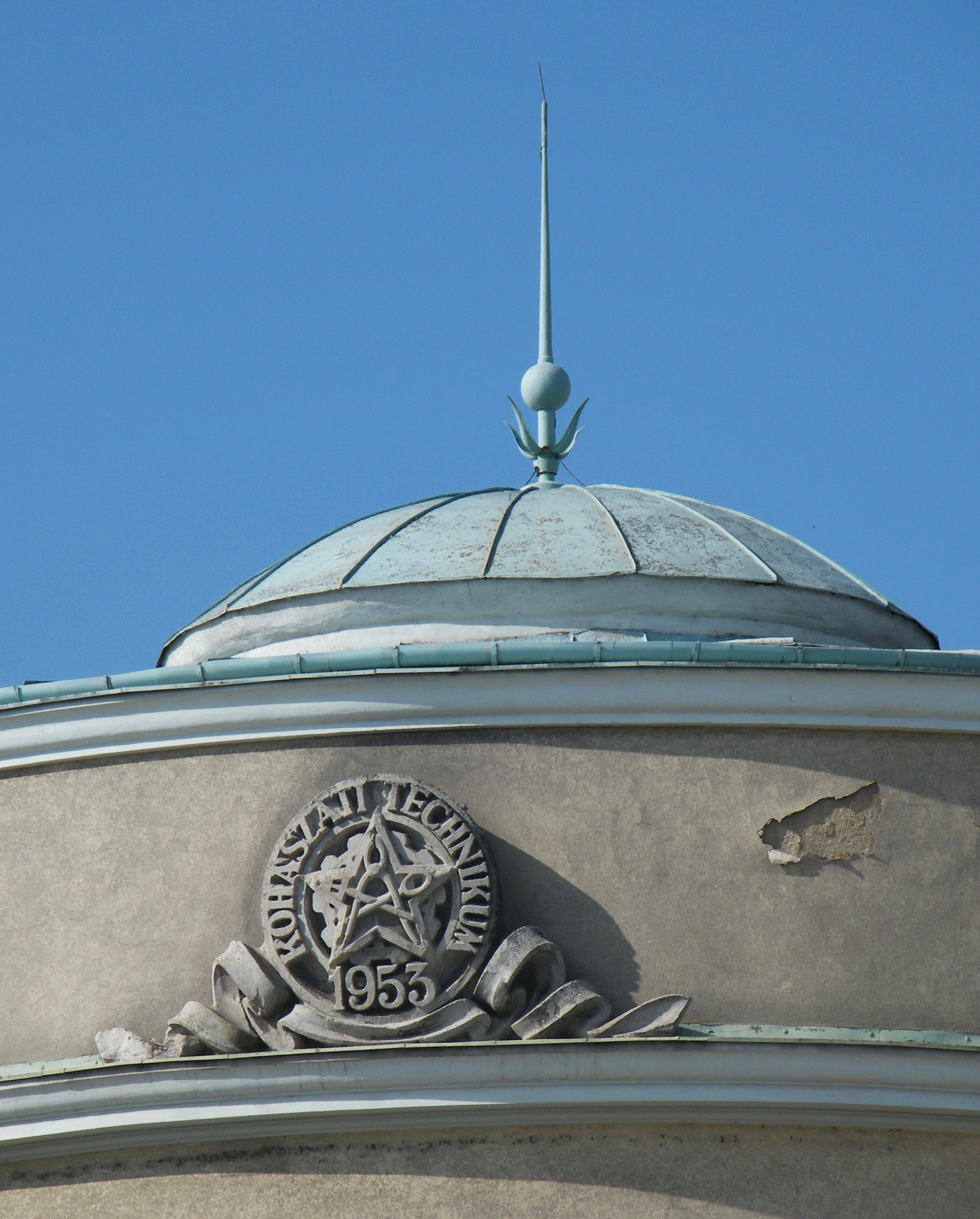
Kohászati Technikum, 1953

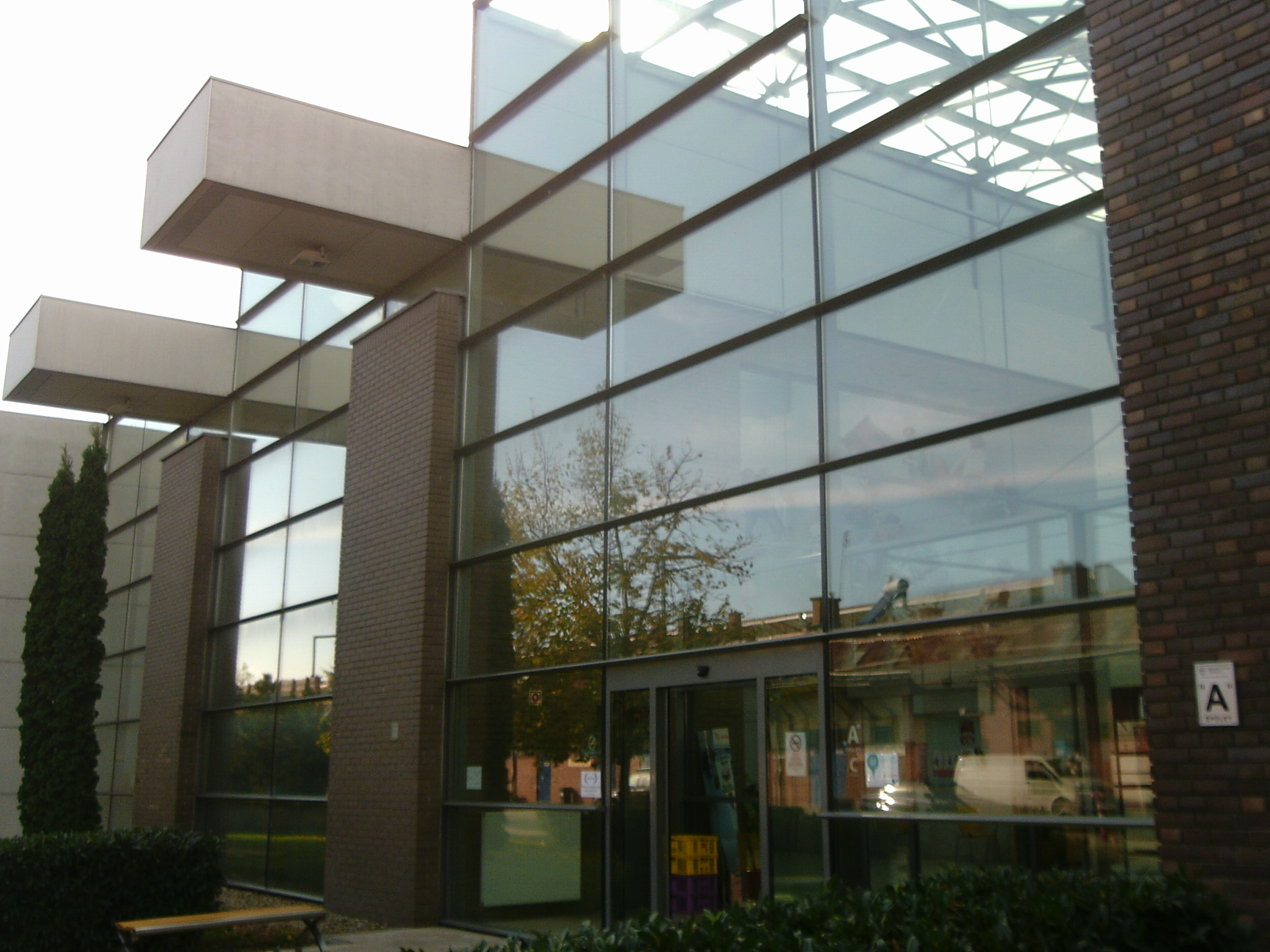

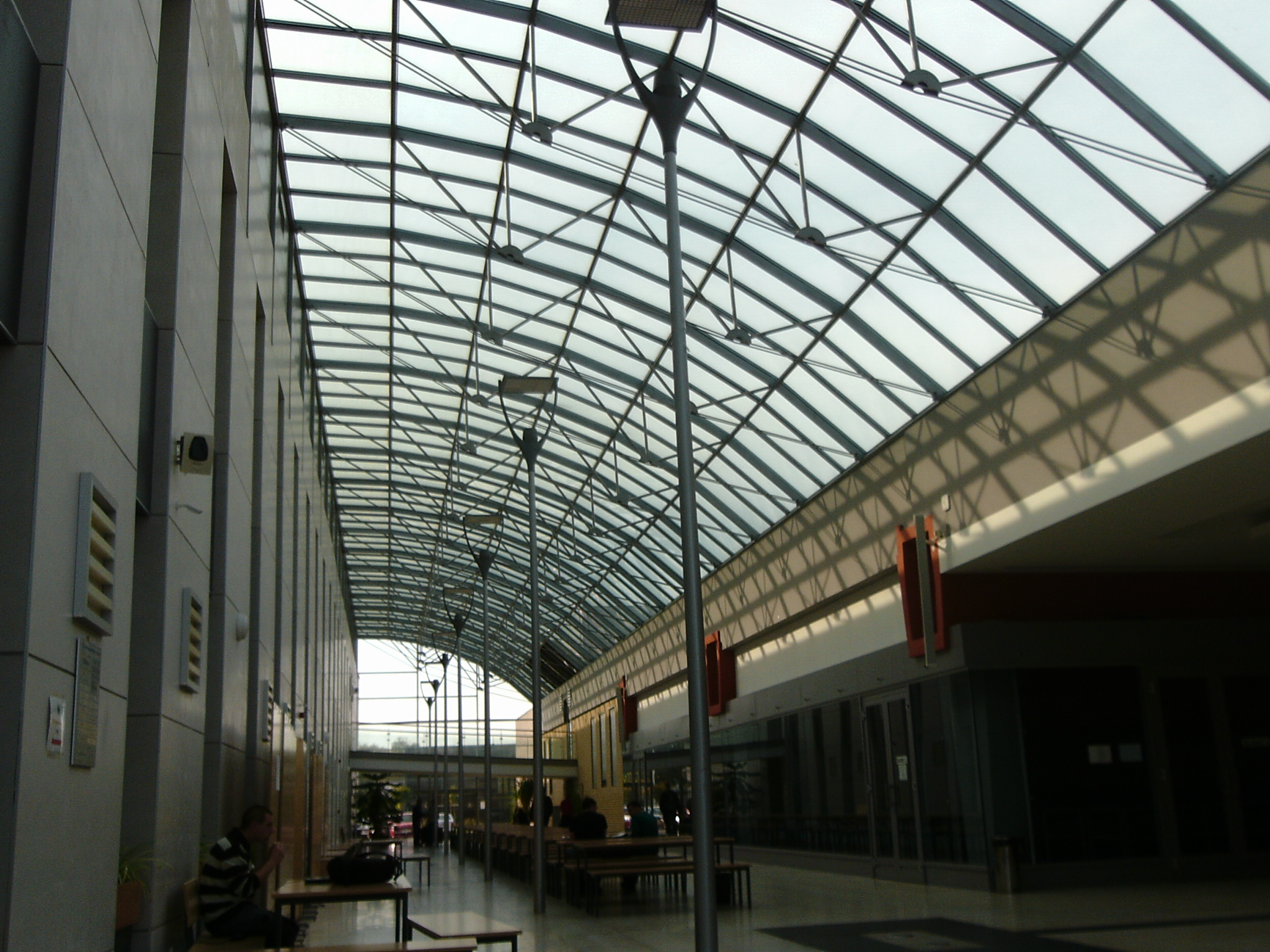

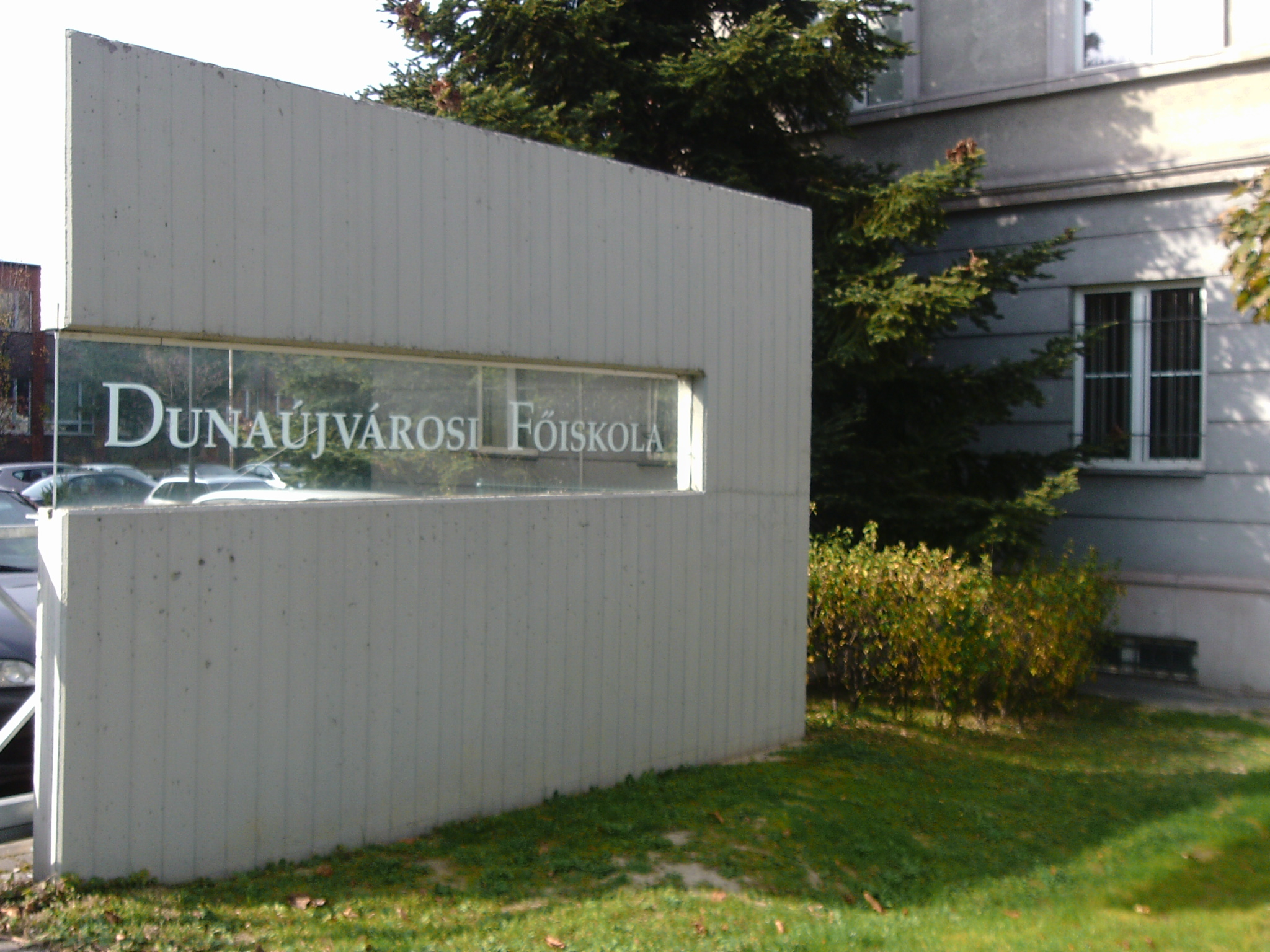

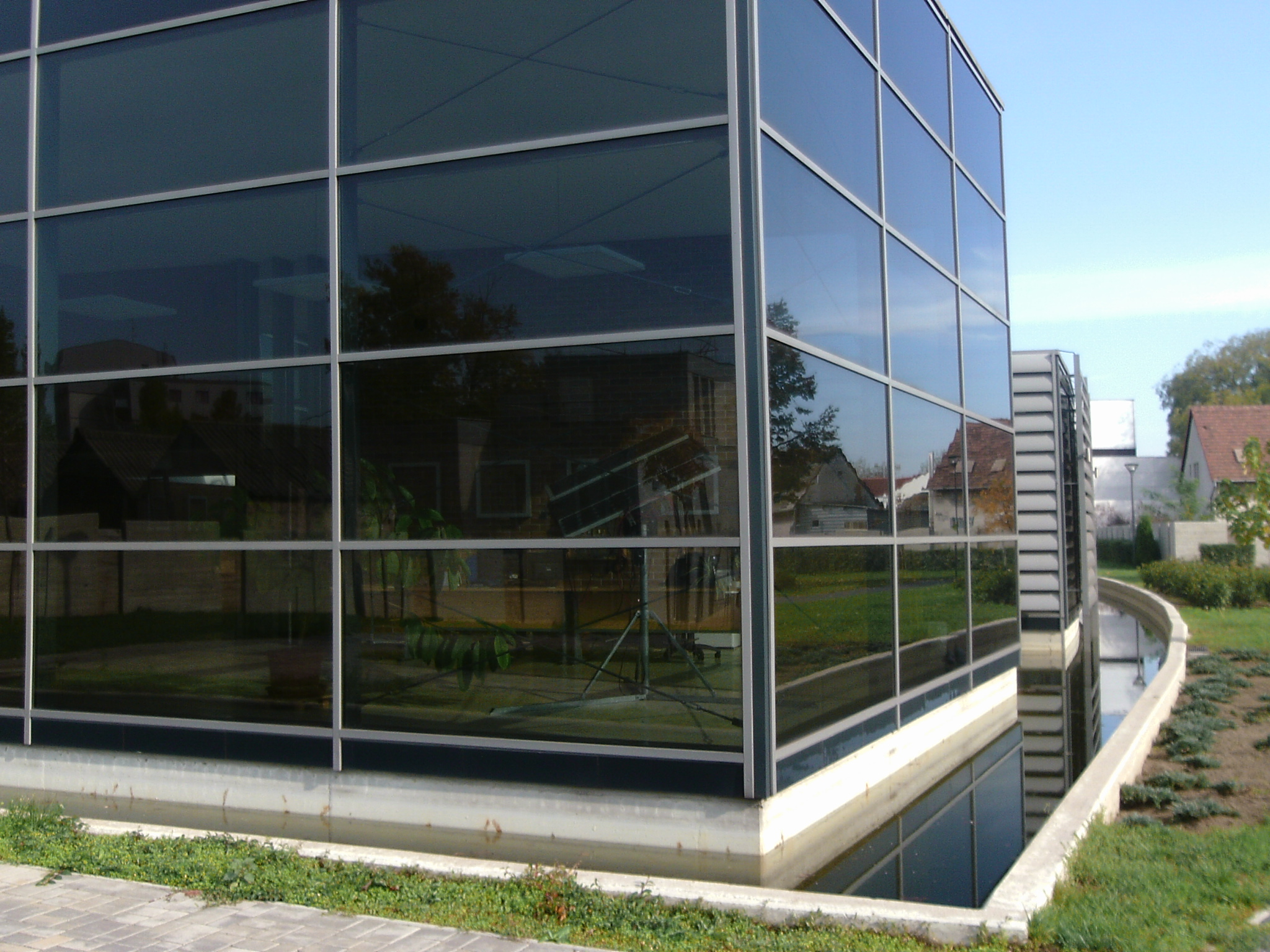

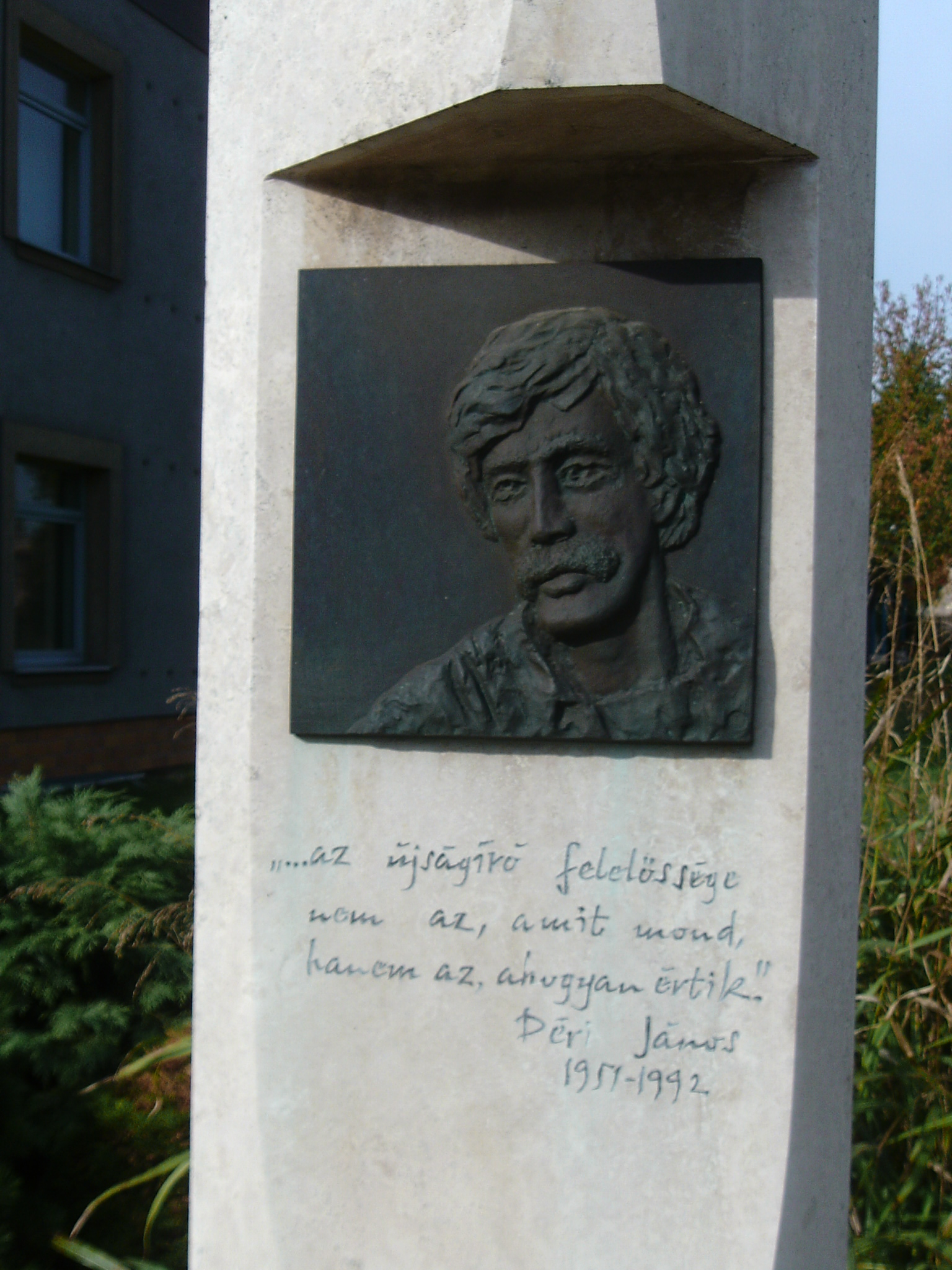

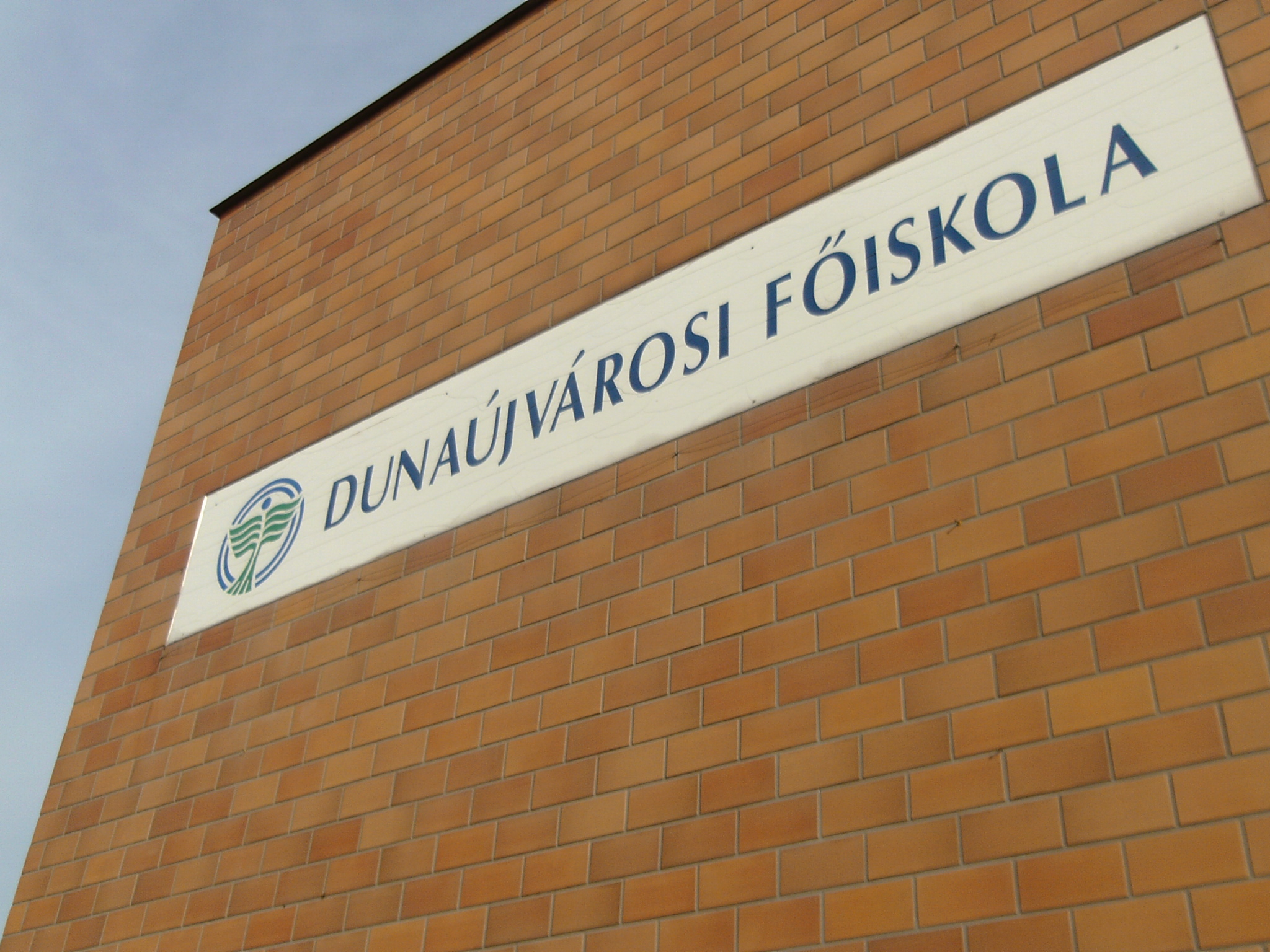

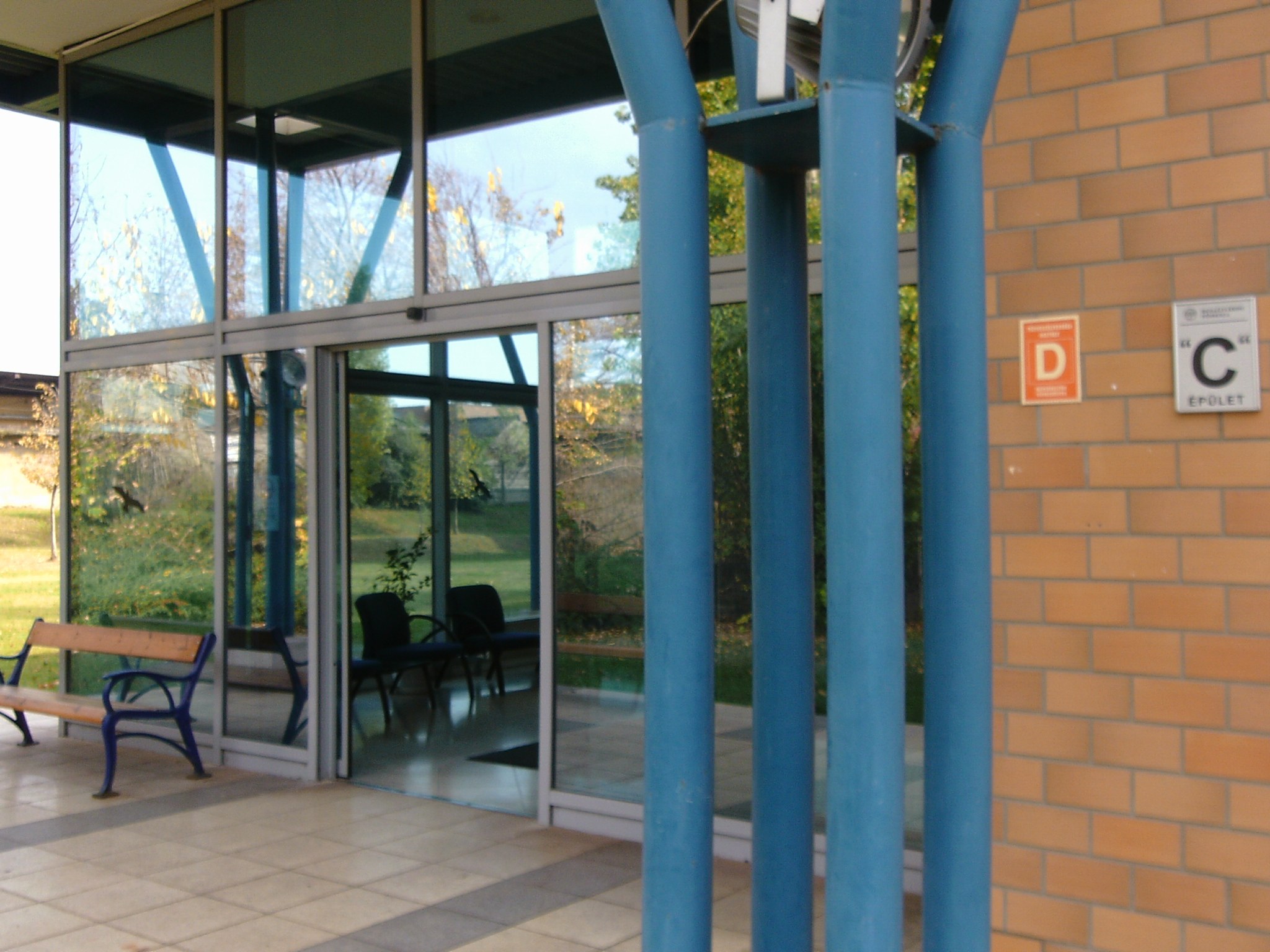

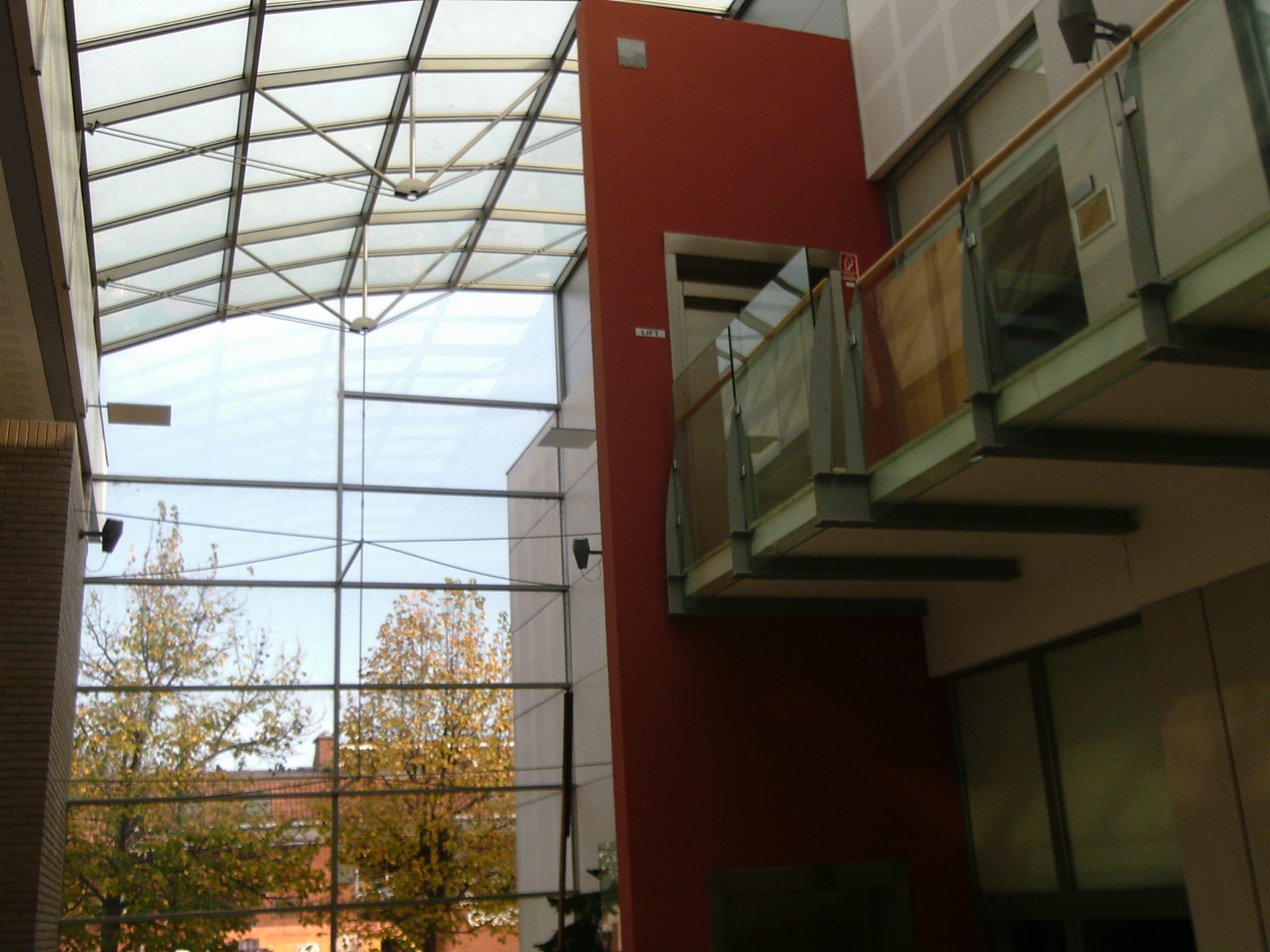

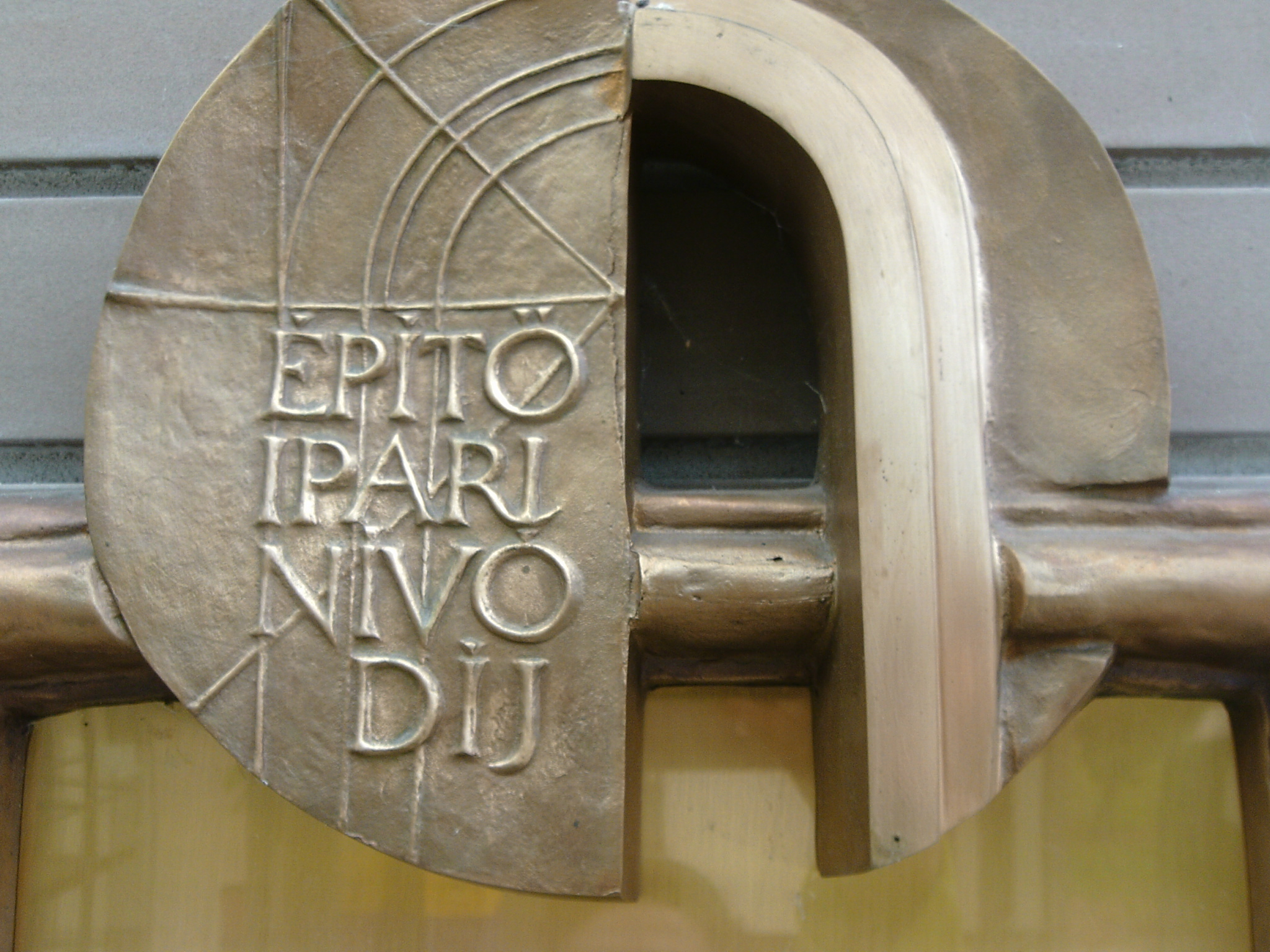

A Dunaújvárosi Egyetem (röviden: DUE), egy önálló, állami fenntartású felsőoktatási intézmény Dunaújvárosban. 1953-ban alapították Kerpely Antal Kohászati Technikum néven. Később viselte a Felsőfokú Kohóipari Technikum (FKT), a Nehézipari Műszaki Egyetem Kohó- és Fémipari Főiskolai Kara (NME KFFK), majd a Miskolci Egyetem Dunaújvárosi Főiskolai Kara (ME DFK) nevet, 2000. január 1. napjától pedig, mint Dunaújvárosi Főiskola, önálló felsőoktatási intézmény működött tovább. 2016. január 1-jével vált egyetemmé.

## Története
A Dunaújvárosi Egyetem elődje, az 1953-ban alapított Kerpely Antal Kohászati Technikum, amelyet a városban működő Dunai Vasmű növekvő technikusigénye miatt hoztak létre. Az iskola első igazgatója, a miskolci Gábor Áron Kohó- és Öntőipari Technikumból ide helyezett Avas Mihály volt. A technikumot a szakmai fejlődés és az ipar középszintű szakemberigényeinek növekedése miatt 1962-ben felsőfokú technikummá (Felsőfokú Kohóipari Technikum) alakították. Igazgatója dr. Molnár László lett, aki egészen 1985-ig vezette a főiskolai kart, amikor dr. Gábor Bertalan vette át a főigazgatói posztot. Az intézmény 1969-ben főiskolai minősítést kapott, és egyúttal szervezetileg a miskolci Nehézipari Műszaki Egyetemhez kapcsolták, annak Kohó- és Fémipari Főiskolai Karaként (NME KFFK). Az iskola 1990-től – a miskolci változásokkal összhangban – a Miskolci Egyetem Dunaújvárosi Főiskolai Kara néven működött, majd 2000-ben, immár önállósult intézményként, felvette a Dunaújvárosi Főiskola nevet.

### Kezdetek
Az 1950. évi 40. sz. törvényerejű rendelet egy ipari technikum létrehozását célozza meg. A technikum szervezése 1951 szeptemberében kezdődött meg. Az oktatási intézmény a Kerpely Antal Kohóipari Technikum nevet kapta, a Kohó- és Gépipari Minisztérium hozta létre. Esti tagozattal kezdődött el az oktatás 1951–52-ben, mert a város szempontjából az általános műveltséget széles körben kívánták emelni. A tanítás 1953. szeptember 3-án kezdődött meg, miközben még építették a technikumot, még a megnyitón sem volt teljesen kész a technikum homlokzata. Az intézmény vezetője Avas Mihály, a diósgyőri Kohóipari Technikum addigi igazgatója lett. Az első három osztály a városból került be a technikumba, a két negyedik osztály (ötven fő) a diósgyőri technikumból érkezett. A tantestület 16 fővel indult. A tanulásra a gyáron belül került sor, csak egy földszintes épület állt rendelkezésre a gyáron kívül. Laboratóriumi gyakorlatokat szintén a Vasműn belül, a központi laboratóriumban teljesítették a tanulók. Nyári gyakorlaton Diósgyőrben dolgoztak a hallgatók. Az oktatás több formában kezdődött meg: erőgépgyártási technikumban, kohóipari technikumban, mély- és magasépítő-ipari technikumban, dolgozók általános gimnáziumában, tanfolyamokon. Az 1953–54-es tanévben még népszerűbb lett oktatás, a jelentkezők számát tekintve. Kőművesek, esztergályosok jelezték tanulási szándékukat a kohász szakmára. Keményfi György mérnök hamar népszerű lett tanulói körében. A Kohászati Technikum országos szinten modern középiskolának számított, bár önálló tanműhelyet csak 1954-ben kapott.

### 1954-1956
A tanári gárdát hét oktatóval növelték meg. A technikum épületével szemben emberibbé tették az utcát, fákat is ültettek, mint a Vasmű útra is. A „felvonulási épületet” rendbe hozták, és elkészült a lakatos műhely is, ahol több ezer ajtókilincset és zárat gyártottak le. Az oktatásban kilenc koreai tanuló is részt vett. Közülük Ben-Sun-gjo katonaként szolgált a koreai háborúban, három lökhajtásos repülőgépet lőtt le; koreai Köztársasági Érdeméremmel tüntették ki. A Szórád Márton úton 1954. október 15-ére felépítették a kollégiumot, ahol kétszázan kaptak elhelyezést. A szobákat 10–18 fősre építették. 1962-ig a Technikum főépületével szemben működött, a Szórád Márton úton. A tanárokat a szülői munkaközösség is aktívan segítette. 1955–56-ban kapta az intézmény a Kerpely Antal Kohászati Technikum nevet. Az 1955–56-os tanév szintén hétfős osztállyal kezdődött, Ság Dániel lett az igazgatóhelyettes. November 7-én ünnepséget tartottak a névadó miatt, a Nagy Októberi Szocialista Forradalom évfordulójára, Kerpely Kálmán mérnök mondta a megnyitó beszédet. Ugyanebben az évben Ózdról és Kisvárdáról érkezett laboratóriumi berendezéssekkel gazdagodtak, vegyszereket, H-ionkoncentráció-mérőt is tudtak használni a tanulók. Később forgácsológép, rugós kalapács is rendelkezésre állt.
A gyakorlatokon belül forgácsolással, formázással, öntéssel, mintázással is foglalkoztak. Üzembe helyeztek egy koksztüzelésű tégelykemencét. A tantermeket legfeljebb 12 Celsius-fokosra lehetett felfűteni. Plávenszky Imre foglalkozott a finanszírozásból felmerülő problémákkal. A kohászat-tüzeléstan szakkör mellett már rádiós szakkör is működött.
A jelenlegi Dunaújvárosi Egyetem a Kerpely Antal Kohászati Technikum korábbi oktatási színhelye. Az 1953–54-es tanévben indult az oktatás, három osztállyal, száznyolc hallgatóval, az 1957-es érettségi alkalmával hatvannyolcan vizsgáztak.
Akik nem Dunaújvárosban helyezkedtek el, azok közül sokan mentek Csepelre, Miskolcra dolgozni.

### 1957-1961
A szakkörök fellendítése a diákok eredményén is megmutatkozott. A tornászszakkör, a matematika-szakkör, a fotószakkör, a zeneszakkör volt népszerű a hallgatók között. Tüzelés-kohászati szakkört az adott időszakban nem indítottak.
Eredményes diákként Béres László győzött az országos tanulmányi versenyen. A Kohászati Technikumban a gépek többségét már üzembe állították. Az olajfűtésű kemence, az anyagvizsgáló laboratórium megfelelőnek bizonyult, a gépészeti és öntészeti berendezések kielégítőek voltak.
Öt év alatt 285 technikus végzett. 1959-ben már kilenc osztály indult, a kezdeti háromról. A pedagógusok 16–18 túlórát vállaltak. A Szórád Márton Stúdió minden héten jelentkezett. November 7-én felavatták Kerpely Antal kohómérnök szobrát.
A Keszthelyi Helikoni Ünnepség is megrendezésre került. A géppark folyamatosan bővült (MIM 7. fémmikroszkóp, karbonmeghatározó gép, izzítókemence, szemcsemérleg, tíz táramérleg, desztilláló – amit az elektromos fűtésre használtak).
Nyaranta a diákok a üzemi gyakorlatokat végeztek.
Az 1959–60-as tanévvel plusz hat oktató kezdett tanítani. Több mint háromszáz volt a tanulók száma, az esti tagozaton kétszáz fő tanult. A kollégium vezetője Imre György, kiemelkedően megszervezte azt. Kétszáz diáknak kellett korrepetálásra járni. Az iskola 28 technikum versenyében dobogós lett. A sporteredmények magukért beszéltek, a fejlődés főleg kosárlabda, röplabda, torna területeken mutatkozott meg. Szertornában első helyezést érte el a csapat a megyei megmérettetésen. Győztek távolugrásban, magasugrásban, súlylökésben. A zeneszakkörön belül egy huszonöt fős zenekar alakult meg. A kémiai szakkör mellett a tüzeléstechnikai szakkör is érdeklődésnek örvendett.
Az 1960–61-es tanév már 12 osztállyal vette kezdetét, esti osztályból pedig kilenc. Az Országos Tanulmányi Versenyen Matovics Imre második lett, Kövesdy Mária az ötödik.
A technikumban még a Vöröskereszt is megalakult. Nyáron a rácalmási Duna-parton csónakházat kezdtek építeni a technikum számára. 1961–62-ben átadták az új kollégiumot, a helyszín a Dózsa György út hétszintes épülete volt.
Ebben a tanévben 400 nappali és 250 esti tanuló járt az oktatásokra, a tantári gárda negyven főből állt. Az iskolaorvosi teendőket dr. Gábor Imre látta el. Igény merült fel esztergapad, marógép, gyalugépek iránt. Metallográfiát is tanultnak a diákok. Enyedi Erzsébet harmadik helyezést ért el versmondó versenyen.
Az intézményt 1953–55 között Kohászati Technikum, az 1955–57-es években Kerpely Antal Kohászati Technikum, az 1957–69-es időintervallumban Kerpely Antal Kohó- és Gépipari Technikum iskolának nevezték. Az 1969-es évet az áttörés éveként tartják számon, mert a középiskola a Kerpely Antal Önálló Esti Technikum és Szakközépiskola nevet viselte.
1968–69-ben a hallgatók száma 1040 főt számlált. 1962 és 1969 között felsőfokú technikummá vált az oktatási központ, a Felsőfokú Kohóipari Technikum nevet kapta. 1969 és 1990 között Nehézipari Műszaki Egyetem Kohó- és Fémipari Főiskolai Karának nevezték az intézményt. Az új nevet 1969. július 17-én kapta.
Az 1970–71-es években 1220 fő tanult a főiskolai karon. 1990 és 1999 között már a Miskolci Egyetem Dunaújvárosi Főiskolai Karaként tartották számon. Igazi önállóságot 2000-ben kapott, amikor önálló főiskola lett, Dunaújvárosi Főiskola (angolul College of Dunaújváros) néven.

### 1960-as évek
Az 1961–62-es tanév során 10 568 fő tanult a technikumban. A felsőfokú technikumi rendszer kiépítéséről 1961-ben hoztak létre törvényjavaslatot.
Kubából érkeztek diákok a városba, még a Bartók Béla Művelődési házban megtartott rendezvényen is megjelentek. 1962-től a Kerpely Antal Kohóipari Technikumban jött létre a Felsőfokú Kohóipari Technikum. Az országban kohász szakirányú oktatásban Dunaújvárosban, Csepelen és Diósgyőrben lehetett részesülni. Az 1962–63-as és az 1963–64-es tanévekben az osztályok, a tanulók száma minden addigit felülmúlt, mert 13 nappali és 8 esti, 3 levelező osztállyal működött az oktatás.
A Technikum 3000 négyzetméteres területen épült meg 41 helyiséggel, 12 tanteremmel. A belső szerkezeti alapterület 4046 négyzetméter, amit fűtéssel is elláttak, az 11 920 köbméter.
Az alacsony társadalmi réteg a tanulók körülbelüli 70 százalékát tette ki. Sokan jelentkeztek Fejér, Tolna és Bács-Kiskun megyékből. A Bartók Béla Művelődési Központban ünnepséggel köszöntötték a technikum 10. évfordulóját.
1963–64-ben a technikum vezetője Horváth Aurél lett. Roósz György futóversenyen első lett a megyei megmérettetésen. Az 1964–65-ös tanév alkalmával alakult meg az Általános Alaptantárgyi és Műszaki Alaptantárgyi Tanszék. 56,5 százaléka a tanulóknak az alsó társadalmi rétegből kezdte meg a tanulását a technikumban.
Az 1965–66-os tanévben a tanszékek irányítása a következőképpen alakult: Bene Károlyné a Társadalomtudományi kart, Philipp Imre a Természettudományi kart, Gábor Bertalan a Gépészeti kart irányította.
Akadt olyan oktató, akit az Unterwellenborni Mérnökiskola hívta meg. 1966–67-ben szintén a következő öt tanszéken tanultak a diákok: a Társadalomtudományi, Természettudományi, Műszaki alapozó, Gépészeti, Kohászati szaktanszék.
A kohászaton kívül a városban több üzembe is kerestek még munkaerőt, így a szalmacellulóz-gyár, a papírgyár, az épületelemgyár, a fésűsfonoda és az építőipari vállalat.
A Kerpely Antal Kohó- és Gépipari Technikumban a kezdetektől 1968-ig a nappali tagozaton 451 kohász, 198 öntő és 260 gépész végzett. 1951 és 1968 között az esti tagozaton 88 kohász és 338 gépész kapta meg a képesítést.
Levelező oktatásban 63 kohász, 56 gépész tanult eredményesen. Összesítve 1454 hallgató tette le a vizsgákat.
1968–69-ben a tanulói létszám 1040 fő volt.
1969. július 17-én Dunaújváros lett az a város, ahol a miskolci Nehézipari Műszaki Egyetem Kohó- és Fémipari Főiskolai Kara megalakult.

### 1970-es évek
Az 1970–71-es tanév során 1220 fő tanult az oktatási központban. A műszaki szakoktató szak ebben a szemeszterben vette a kezdetét. Már hét tanszékkel működött a főiskola: Matematika-fizika, Mechanika-Fémszerkezetek, Metallurgia, Alakítástechnológia, Géptan, Üzemgépészet. Főmunkaidőben közel 70 pedagógus oktatott, óraadó tanár 28 volt, a személyi állomány összesen 142 főből állt.
A kollégium 7000 négyzetméteres és 110 szobából állt, a szálláson 500 fő nyert elhelyezést. Két műhely, tanulmányi épület, egy laboratóriumi épület állt rendelkezésre a diákok számára. Ez körülbelül 11 000 négyzetméter területet jelent (14 műhely, 14 laboratórium). A laboratóriumok a következők: fizikai, kémiai, elektrotechnikai, fémtani, anyagvizsgálati, gépüzemi, mérési típusúak. Az öntöde, a mintakészítő műhely 50 gépész egységet foglalt magába. Átadták a hegesztő műhelyt.
A pedagógusok továbbképzése már zajlott Németországban, két oktatási intézményben, Riesában és Rossweinben, amelyekkel szerződéses kapcsolatban állt a főiskola.
Ekkor tartották meg elsőként a Műszaki Főiskolai Sportnapokat. A Művelődési Minisztérium hatására beindul az „ipari hátterű” kooperatív oktatás. 1975-re helyeztek üzembe a számítógépközpont épületében egy R20-as számítógépet.
1981-ben már használták a nagy ebédlőt, ami 450 négyzetméteres alapterületűre terveztek. A raktár szintén ekkora volt. A főiskola munkatársainak létszáma 288 fő volt, a 106 pedagógusból 21 diplomával rendelkezett. Ketten kandidátusok, 31-en egyetemi doktorok, 44-en másoddiplomások voltak, 37 főnek nyelvvizsgája volt.
1964-ben az évnyitó ünnepségén a Szózat hangzott el zenei aláfestésként. 1966-tól a diplomaátadás ünnepséggé emelkedett Brahms Akadémiai ünnepi nyitányával.
„A technikum műszaki főiskolává alakítása az ipari igényekhez való illesztés” – mondta Kiss Ervin, a miskolci Kohómérnöki Karának dékánja. Amikor a főiskolai rangra emelés kérdésessé vált, három lehetőség adódott. Elsőként felmerült az önálló főiskola létrehozása, második lehetőség a Nehézipari Műszaki Egyetem részévé tenni, a harmadik lehetőség a Nehézipari Műszaki Egyetem vezetésével való irányítása volt.
1969-ben a Kerpely Antal Felsőfokú Kohóipari Technikum műszaki főiskola lett, Dunaújváros ekkor lett egyetemi város. 1969. július 19-étől a miskolci Nehézipari Műszaki Egyetem szervezetébe tartozott a főiskola, Nehézipari Műszaki Egyetem Kohó- és Fémipari Főiskolai Kara névvel.
Zambó János, Kossuth-díjas egyetemi tanár, a Magyar Tudományos Akadémia levelező tagja, a Nehézipari Műszaki Egyetem rektora beszédében az oktatók továbbképzését hangsúlyozta: „csak tanulva lehet tanítani”.
Az 1971–75 közötti időszakban 360 számítógép üzemelt Magyarországon. A számítástechnikai ismeretek tanítása a Dunaújvárosi Műszaki Főiskola keretein belül is megvalósult. 1971-ben kb. 2200 és 2500 fő között volt a számítógépes ismeretekkel rendelkező szakemberek száma.
Abban az időben egy nagyobb számítógéphez 120–150 szakember kellett, egy közepeshez 60–80 fő, egy kicsinek az üzemeltetéséhez 30–40 szakember kellett. 1969-ben létrejött a Számítástechnikai Oktatási Központ a fővárosban.
A műszaki főiskola kollégiuma 1971-ben felvette Rózsa Ferenc nevét.
Az 1971–72-es tanévben beindult az Alakítástechnológiai szak rendszerszervezési ága, aminek egyik célja, hogy a számítástechnika területére képezzen szakembereket. Minszkben kapták meg a megfelelő oktatást a szakemberek, ekkor helyeztek üzeme egy R20-as számítógépet. 1975-ben adták át az új számítógépes központot. 1962-től az üzemszervező ágazaton belül esti tagozaton is tanulhattak. 1981–82-ben különálló szervezői szak indult. 1991-től műszaki-informatika szak elnevezésű lett a számítástechnikai és szervező specialista oktatás.

## A jelen
2000-ben, amikor önálló felsőoktatási intézménnyé válhattunk, határozott elképzelésünk volt arról, hogy miként váljunk Dunaújváros és a régió szellemi innovációs központjává. Képzési és kutatási területeink bővítését e cél szolgálatába állítottuk, hogy létrehozzunk egy korszerű intézményt, a Közép-európai Innovációs és Technológiai Campust.

### Küldetés
A Dunaújvárosi Egyetem egyik fő küldetése, hogy a műszaki, informatika tudományág, a hozzájuk kapcsolódó kutatások területén az országban és nemzetközileg is egyaránt vonzó, biztos szakmai tudást adó egyetem legyen. Legalább ennyire fontos pozícióink megőrzése a gazdaságtudományok, a társadalomtudomány és a pedagógusképzés képzési területeken is. 2019-ben már 8 Bsc/BA alapszak és 5 felsőoktatási szakképzési szak, 3 mesterképzési szak, továbbá 16 szakirányú továbbképzés választható.

### Nemzetközi kapcsolatok
A Dunaújvárosi Egyetem nemzetközi felsőoktatási intézmény. A 2006/07-es tanévben kezdtük meg nemzetközi kapcsolatainak és képzéseinek kiépítését, ekkor indítottuk el első angol nyelvű okleveles képzési programunkat.
Mára hat alapszakon és két mesterszakon fogadjuk az angol nyelven tanulni vágyó fiatalokat a világ minden tájáról. Külföldi hallgatóink a világ több, mint 35 országából érkeznek egyetemünkre. A Stipendium Hungaricum Ösztöndíjprogramban annak indulása óta részt veszünk fogadó egyetemként, ösztöndíjas hallgatóink száma évről évre emelkedik.
A Dunaújvárosi Egyetem számos Európán belüli és kívüli felsőoktatási intézménnyel kötött együttműködési megállapodást az Erasmus+ program keretében, lehetővé téve ezzel hallgatóink számára, hogy egy vagy két féléven keresztül külföldön is végezhessenek ösztöndíjjal támogatott tanulmányokat. Ezzel párhuzamosan egyetemünk évek óta egyre népszerűbb az Erasmus+ program keretében Európán belülről és kívülről részképzésre érkező egyetemisták körében.

### Folyamatos fejlődés
Az elmúlt tíz évben, a közel tízmilliárdos fejlesztésnek köszönhetően nemzetközi színvonalú campust építettünk: belvárosi főépületünkkel és szomszédos kollégiumainkkal valóságos körgyűrűt alkotnak új létesítményeink. Színvonalas kollégiumainkban ma már valamennyi szállást igénylő elsőéves hallgatónknak – az egyetemi belső informatikai hálózatra, internet-csatlakozásra és kábeltelevíziózásra is lehetőséget adó, fürdőszobás lakóegységekben – szállást tudunk biztosítani. A szobákban hűtőszekrény, az emeleteken korszerűen felszerelt konyhák és mosókonyhák teljes komfortot biztosítanak számukra. Szobáink a nemzetközi Youth Hostel hálózat kínálatában is szerepelnek.

### ÉLJ – TANULJ – SZÓRAKOZZ
A szabadidő kulturált eltöltésére korszerű könyvtár, konferenciaterem, Diákcentrum, a fitnesz centrumot is magába foglaló Campus Klub, Sport- és Rendezvénycsarnok, valamint szabadtéri sportpályák állnak a egyetemi polgárok rendelkezésre. Minden egy helyen, a belváros szívében!

## Diákhagyományok
Az Intézmény hallgatói a mai napig őrzik a több, mint 250 éves múlttal rendelkező Selmeci Diákhagyományokat, amelyeknek a Hallgatói Önkormányzat komoly elkötelezettje.
Elsőéves hallgatóinkat a felsőbb évesekből megalakított Valéta Bizottság fogadja, akik már a legelső találkozás során a gólyatáborban segítenek eligazodni a városban, megmutatják iskolánkat és programokkal töltik ki az együtt töltött napokat. Ezt követően az első szemeszter során átadják, amit hagyományaikról tudni kell és érdemes, melyben különböző asztaltársaságok segítik a tájékoztatást. Ezek elsajátítása után az elsőévesek vizsgát tesznek, majd a hagyományőrző (bursch) közösség egy Keresztelő Szakestély keretein belül befogadja őket köreikbe és a hierarchikus rendszer alsó lépcsőjére léphetnek, ahonnan majd az idő során évről évre egyre magasabb szintre juthatnak az iskolában eltöltött évek és megszerzett tapasztalok alapján.
A hagyományőrzés azonban nem csak az új tagok felvételére helyezi a hangsúlyt, egész tanulmányaik során velük tart. Aktív hallgatóként események (Szakestélyek, tanulmányi és kikapcsolódó túrák, bálok, önképző körök....) sorozatán vehetnek részt a bursch közösség tagjai. Ahogy a diákok közelednek tanulmányaik végéhez és végzőssé válnak, a Valéta Bizottság levezényli a búcsúzás (Valétálás) folyamatát. A Valétálásnak több állomása van, melyek között Szakestélyek, Szalamander és Valéta bál is komoly jelentőséggel bír.

Természetesen iskolánk nem feledkezik meg öregdiákjairól sem. Minden évben megrendezzük intézményünkben az Alma Mater Találkozó és Szakestélyt, ahol az 5 – 10 – 20 – 30 éve végzett hallgatóinkat várjuk vissza találkozni a régi barátokkal, szaktársakkal feleleveníteni a közösen eltöltött éveket.

## Épületei
- „A” épület (benne többek között a nemzetközi mérkőzésekre is alkalmas 2008. december 10-én átadott Sportcsarnok; a TV2 segítségével felszerelt TV-stúdió, a könyvtár valamint a különböző informatikai, anyagvizsgáló és gépészeti laborok)
- „B” épület
- „F” épület (Főépület)
- „C1” épület (környezetvédelmi, nyelvi laboratóriumok)
- „C3” Déri János Médiacentrum, Rádió 24
- Kerpely Antal Kollégium. Épületei: „33”-as, „35”-ös (Hotel Kerpely), „37”-es, IPAP-FA „26”-os
- „I” épület (Informatikai épület)
- „M1” és „M2” épület (műszaki szárny)
- Campus étterem
- Campus Klub
- „P” épület (laborépület és fedett parkoló)
- „GL” épület (gépészeti laborok)
- Dr. Molnár László emlékpark, amely az intézmény alapító főigazgatója (alias Laci bácsi) tiszteletére jött létre. Fenntartója Dunaújváros Megyei Jogú Város önkormányzata.

## Szakok

### Alapképzések
- Anyagmérnöki
- Gazdálkodási és menedzsment
- Gazdaságinformatikus
- Gépészmérnöki
- Mérnökinformatikus
- Műszaki menedzser
- Kommunikáció és médiatudomány
- Műszaki szakoktató
- Szakoktató

### Felsőoktatási szakképzések
- Gazdálkodási és menedzsment
- Gazdaságinformatikus
- Mérnökinformatikus
- Televíziós műsorkészítő
- Műszaki (gépészeti specializáció)

### Mesterképzések
- Gépészmérnöki
- Tanár-mérnöktanár (gépészet-mechatronika)
- Tanár-mérnöktanár (mérnökinformatikus)

### Szakirányú továbbképzési szakok
- Vizsgaelnöki feladatokra felkészítő pedagógus szakvizsga
- Mérési-értékelési feladatokra és pedagógus-szakvizsgára felkészítő
- Gyakorlatvezető mentortanár pedagógus-szakvizsgára felkészítő
- Pedagógus szakvizsga e-tanulás szakértői területen
- Minőségirányítási szakember
- Minőségirányítási szakmérnök
- Gumiipari technológiai szakmérnök
- Ipari környezeti szakmérnök
- Műszaki diagnosztika és méréstechnika
- Felnőttképzési szervező
- Személyügyi szervező
- Személyügyi szaktanácsadó
- Felnőttképző és pedagógus szakvizsga
- Felnőttoktatási fejlesztő
- Nagyvállalati informatikai rendszerüzemeltető szakirányú továbbképzési szak
- Programozó informatikus szakirányú továbbképzési szak

## Felvételi statisztikája települések szerint
A Dunaújvárosi Egyetemre, az összes jelentkező megyék megoszlása szerint a következőképpen alakult: a felvételizők 19,1%-a Budapestről, 5%-a Bács-Kiskun megyéből,  6,3%-a Borsod-Abaúj-Zemplén megyéből érkezett. Hajdú-Bihar megyéből 5,4% felvételizett, Szabolcs-Szatmár-Bereg megyéből 5,6%. A települések szerinti, dunaújvárosi kistérségből felvételizők megoszlásról nincs adat.
Dunaújváros középiskoláiból is sokan felvételiznek a Dunaújvárosi Főiskolára, jelentkeznek az ADU Vállalkozói Szakközép- és Szakiskola, a Aranytű Szakmunkásképző Iskola, a Bánki Donát Gimnázium és Szakközépiskola, a Dunaújvárosi Szakképzési Centrum Dunaferr Szakközép- és Szakiskolája, a Hild József Szakközépiskola, a Kereskedelmi és Vendéglátóipari Középiskola és Szakiskola, a Lorántffy Zsuzsanna Szakközépiskola, a Széchenyi István Gimnázium, a Pannon Oktatási Központ Általános és Szakképző Iskola, a Rosti Pál Gimnázium Általános és Szakképző Iskola, a Rudas Közgazdasági Középiskola és Kollégium iskolákból.

## Olimpikonok (2004, 2008)
A főiskola női vízilabdacsapatából – olimpiai 6. hely
- Primász Ágnes (gazdálkodási szak)
- Sós Ildikó (Európai Unió szak)
- Tiba Zsuzsanna (műszaki informatika szak)
- Tóth II. Andrea (Európai Unió szak)
- Zantleitner Krisztina (information Technology)
- Valkai Ágnes (gazdálkodási szak)

A Dunaferr női kézilabdacsapatából – olimpiai 5. hely
- Ferling Bernadett (intézményi kommunikátor szak)
- Pigniczki Krisztina (gazdálkodási szak)
- Pálinger Katalin (kommunikáció–művelődésszervező szak)

A Dunaferr férfi kézilabdacsapatából – olimpiai 4. hely
- Császár Gábor (gazdálkodási szak)

A Dunaferr SE úszó szakosztályából – olimpiai 9. hely 50 m-es gyorsúszásban
- Takács Krisztián (gazdálkodási szak)

## További ismertebb nevek
- Sváby András – Déri János Kommunikációs Intézet szakmai igazgatója (2006–2009)
- Hadas Krisztina – Déri János Kommunikációs Intézet szakmai igazgatója (2009)